# FK SKA Oděsa
FK SKA Oděsa (ukrajinsky: Товариство з обмеженою відповідальністю «Футбольний клуб „СКА“» Одеса) byl ukrajinský fotbalový klub sídlící ve městě Oděsa. Klub byl založen v roce 2011 a měl navazovat na bývalý armádní klub SK Oděsa, zaniklý v roce 1999. Zanikl v roce 2013 kvůli své finanční situaci.
Své domácí zápasy odehrával na stadionu Spartak s kapacitou 4 800 diváků.

## Umístění v jednotlivých sezonách
Zdroj: 
Legenda: Z - zápasy, V - výhry, R - remízy, P - porážky, VG - vstřelené góly, OG - obdržené góly, +/- - rozdíl skóre, B - body, červené podbarvení - sestup, zelené podbarvení - postup, fialové podbarvení - reorganizace, změna skupiny či soutěže
| Ukrajina (2012 – 2013) |                    |        |    |   |   |    |    |    |     |    |        |
| Sezóny                 | Liga               | Úroveň | Z  | V | R | P  | VG | OG | +/- | B  | Pozice |
| 2012                   | AAFU – sk. III     | 4      | 12 | 1 | 1 | 10 | 6  | 19 | -13 | 4  | 7.     |
| 2012/13                | Druha liha – sk. A | 3      | 20 | 4 | 2 | 14 | 17 | 33 | -16 | 14 | 11.    |